# 昆明夷
昆明夷，是一个秦汉时期的古代民族名称，为秦汉时西南夷的一支。

## 概述
在史书中，昆明夷最早见于《史记·西南夷列传》，其主要分布在今云南楚雄、保山东北和大理洱海等地，为氐羌族系部落。西汉时期处于游牧不定居发展阶段。汉武帝元狩元年（前122），遣使通身身毒（现在印度），因昆明夷阻拦而中止。为开拓西南夷，打通蜀身毒道，元狩三年（前120），汉武帝在长安作昆明池，练习水战。元鼎六年（前111），司马迁奉使进入该地。汉元封二年（前109），昆明夷归益州郡管辖。东汉后逐步定居，发展农业生产。现在西南地区的彝族、白族等藏缅语族民族，与其有历史渊源。